# Hooglandrijst

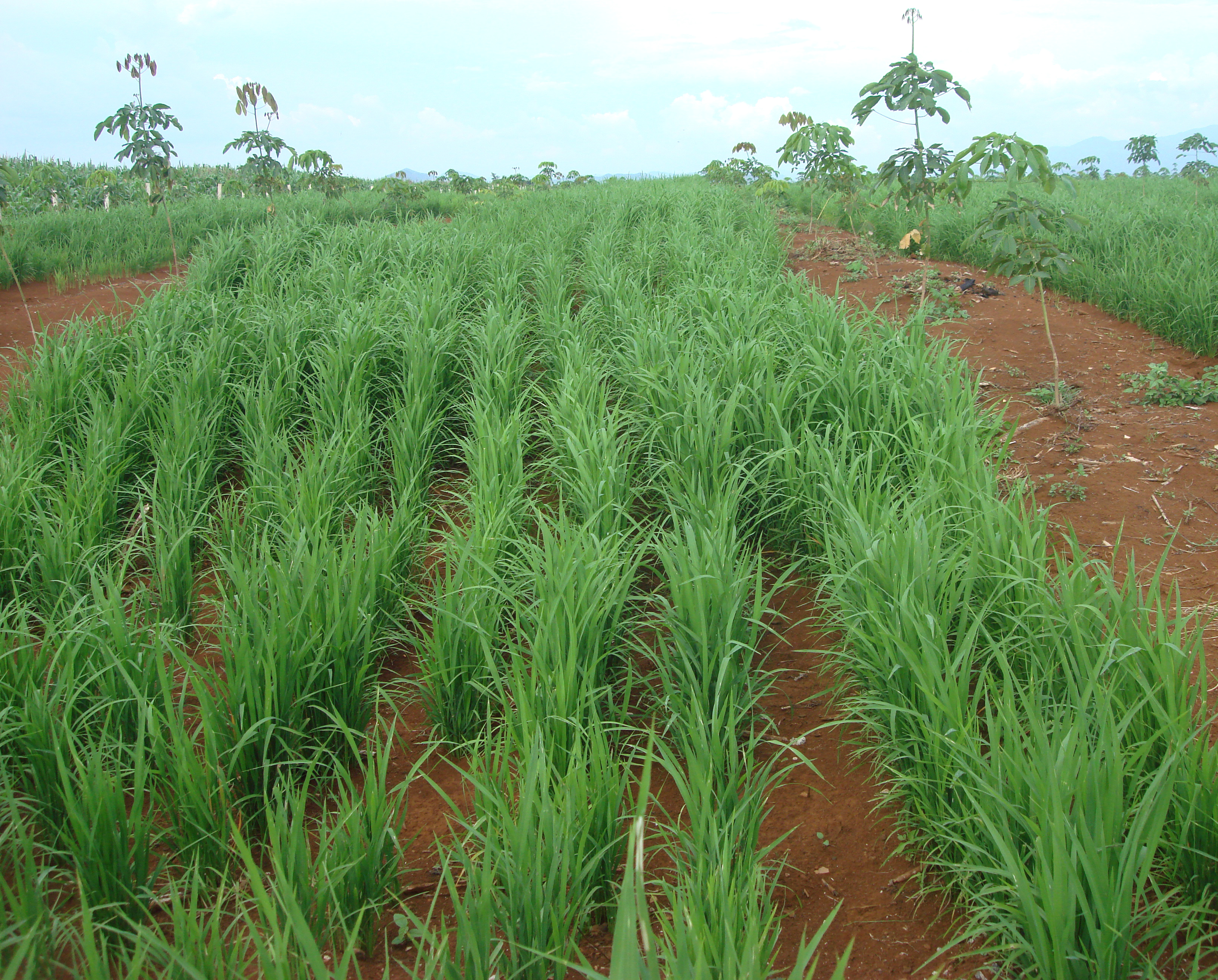
Droge hooglandrijst in Vietnam

Hooglandrijst is de naam voor een aantal rijstsoorten met het kenmerk dat ze zonder irrigatie verbouwd kunnen worden in gebieden met veel neerslag.
Hooglandrijst wordt relatief droog verbouwd, in vergelijking tot laaglandrijst in vooral natte rivierdelta's. Hooglandrijst kan tweemaal per jaar geoogst worden. Voor verafgelegen gebieden, zoals het binnenland van Suriname, is dit rijsttype een oplossing om zelf voedsel aan te bouwen. Sinds midden jaren 2010 wordt daar in een toenemend aantal dorpen dit rijsttype verbouwd. De wereldmarkt van rijst beslaat voor circa tien procent uit hooglandrijst.